# Liane de Vriès
Pour les articles homonymes, voir de Vries.
Liane de Vriès, née vers 1865 à Lille, et morte à une date indéterminée après le 17 février 1920, est une « gommeuse », chanteuse et artiste de music-hall, et demi-mondaine de la Belle Époque.
Elle  s'est produite à Paris et dans de nombreuses villes européennes, principalement en Allemagne et en Russie, entre la fin des années 1880 et le début des années 1900.

## Biographie
Liane de Vriès commence sa carrière à Lucerne puis à Florence où elle se produit au Trianon, alors qu'elle n'a que 20 ans. Elle est découverte par l'imprésario Henri Jurgens, tandis qu'elle se produit dans un café-concert à Marseille en 1885, où danse aussi Caroline Otero, la future Belle Otero. Durant l'audition, à l'Olympia, avec Jurgens et en présence de l'écrivain britannique William Le Queux, elle chante deux chansonnettes et accompagne par le chant une danse espagnole avec castagnettes par son amie Caroline Otero. Les deux messieurs sont conquis par sa voix splendide . Selon Le Queux, Jurgens lui aurait proposer de se marier et elle aurait refusé trois fois.
En 1895, Liane de Vriès est engagée par Édouard Marchand, directeur de la Scala,. Elle est ensuite engagée pour des salaires élevés dans de nombreux théâtres célèbres. Elle joue, entre autres, aux Folies Marginy, aux Folies Bergère, à l'Olympia, à l'Eldorado, à l'Apollo, à l'Alhambra Theatre à Londres,,,, au Trianon à Florence, à Saint-Pétersbourg (1895, 1896, 1897, 1901 et 1909), au concert Hugo à Bucarest, dans l'établissement Ronacher à Vienne, au Gärtner-Theater à Munich,, au Hansa-Theater à Hambourg,, à Francfort et au Wintergarten à Berlin,,,,. Sa performance dans ce dernier théâtre la rend célèbre dans le monde entier. Elle se rend également aux États-Unis où elle fait une tournée dans plusieurs grandes villes, en particulier à New York où elle se produit à trois reprises.
Liane de Vriès devient riche et se montre dans des robes somptueuses avec des chapeaux chics et des bijoux extrêmement chers,. Elle réside à diverses adresses : dans une garçonnière rue de Constantinople en 1898 ; 5, rue d'Aubigny de 1899 à 1905, ; 83, rue de la Tour en 1906 ; dans un hôtel 7 villa Guibert en 1910.
Le journal Gil Blas sous-entend qu'elle a une relation avec Suzanne Derval, faisant allusion aux plaisirs saphiques que les courtisanes se plaisent à exalter dans leurs écrits,.
En 1910, Liane de Vriès est la seule héritière du baron Hermann Otto von Widerhofer, tué en duel le 27 février de la même année. On ignore si elle a touché l'héritage. Elle se produit au théâtre Appolo à Vienne en février 1914.
Le 17 février 1920, elle est photographiée à Nice par The Illustrated London News, sur une victoria décorée à l'occasion de la bataille des fleurs du  carnaval.

## Représentations
- 1895 : à l'Eden-Casino à Trouville-sur-Mer[5].
- 1895 : Paris-Chansons, revue de Maurice Millot, à l'Eldorado[37],[38].
- 1896 : Barbe-Bleue, ballet de Georges Jacobi, à l'Alhambra Theatre[39].
- 1897 : aux Folies-Bergère[6],[40],[41].
- 1899 : Les Milles et une Nuits, grand ballet féérique à l'Olympia (octobre)[42].
- 1900 : En première partie d'Un siècle de grâce, de P.L. Flers, aux Folies-Marigny[43],[44],[45],[46],[47].
- 1900 : Concert au Casino de Paris[48],[49],[50].
- 1901 : En première partie de Pantins de Paris, au Casino de Paris[51].
- 1901 : En première partie de Paris-Frou-frou, de P.L. Flers, aux Folies-Marigny[52],[53]
- 1905 : La Revue des Folies-Bergère, revue en 15 tableaux de Victor de Cottens, aux Folies-Bergère (1er janvier)[54],[55],[56],[57].
- 1907 : Concert à la Scala[58].
- 1908 : Ohé ! Phryné !, opérette à grand spectacle de Daniel Jourda et Robert Bonnet, musique de Laurent Halet, à l'Apollo (10 octobre)[59],[60].
- 1909 : Phryné, opérette à l'Aquarium de Saint-Pétersbourg[61].

## Iconographie
Ses photographies prises par Reutlinger sont publiées dans le catalogue La Référence des portraits contemporains, publié par la Librairie Nilsson, en 1897, 1898, 1899 et 1900 et dans l'édition Manege-Sterne de Victor Happrich à Berlin en 1905,.

## Sources
: documents utilisés comme source pour la rédaction de cet article :
- « Les Reines de Paris, dans "Gil Blas" », sur Gallica, 14 novembre 1899 (consulté le 21 mars 2021).
- « Les mystères de la Maison Rouge, souvenirs inédits de Colette, parus dans Elle », sur Gallica, 28 novembre 1945 (consulté le 20 mars 2021).
- Raoul Muriand, Les Folies Bergère, 1994 (lire en ligne).
- Carmen Boustani, L'Écriture-corps chez Colette, Villenave-d'Ornon : Editions Fus-Art, 1998 (ISBN 978-2-908853-25-4, lire en ligne).
- Stéphane Tralongo, « Du côté de Cythère. Le “demi-monde” des actrices de Marcel Proust », Revue d'études proustiennes, vol. Proust au temps du cinématographe : un écrivain face aux médias, no 4,‎ 2016, p. 155-178 (lire en ligne, consulté le 8 décembre 2020).